# Mount Norris
Mount Norris és una muntanya a la part nord-est del parc nacional Yellowstone a l'estat nord-americà de Wyoming. El seu cim té 3028 m d'alçada i s'eleva sobre la vall de Lamar. Es troba a pocs quilòmetres al sud de la frontera amb l'estat de Montana i és part de la Serralada Absaroka a les muntanyes Rocoses.
En 1875, la cimera va rebre el nom de Philetus Norris, el segon superintendent del parc nacional Yellowstone (1877-1882). Norris estava visitant el parc amb diversos guies de muntanya, inclòs Jack Baronett. Van pujar al cim a la capçalera de la vall de Lamar i van sospitar que eren els primers homes blancs a fer-ho. Després van nomenar la muntanya Mount Norris.